# Järnglukonat
Järnglukonat eller Järn(II)glukonat, är en svart järnförening av salt från glukonsyra. Ämnet förekommer ofta som järnkälla i kosttillskott. Järnglukonat används som livsmedelstillsats och anges med E-nummer E579. Det marknadsförs under varumärken som Fergon, Ferralet och Simron.

## Användning

### Medicinsk
Järnglukonat används effektivt vid behandling av hypokrom anemi. Användningen av denna förening jämfört med andra järnpreparat resulterar i tillfredsställande retikulocytsvar, ett högt procentuellt utnyttjande av järn och daglig ökning av hemoglobin så att en normal nivå inträffar på en rimligt kort tid.

### Livsmedelstillsats
Järnglukonat används också som livsmedelstillsats vid bearbetning av svarta oliver. Det representeras av livsmedelsmärkningen E-nummer E579 i Europa. Det ger oliverna en enhetlig kolsvart färg.

## Säkerhet
Järnglukonat kan vara giftigt vid överdosering. Barn kan visa tecken på toxicitet vid intag av 10–20 mg/kg elementärt järn. Allvarlig toxicitet kan uppstå vid förtäring av mer än 60 mg/kg. Järn utövar både lokala och systemiska effekter. Det är frätande för magtarmslemhinnan, det kan ha en negativ inverkan på hjärtat och blodet (uttorkning, lågt blodtryck, snabb och svag puls, chock), lungor, lever, mag-tarmsystemet (diarré, illamående, blodiga kräkningar), nervsystemet (frossa, yrsel, koma, kramper, huvudvärk) och hud (rodnad, färgförlust, blåaktiga läppar och naglar). Symtomen kan försvinna om några timmar, men sedan dyka upp igen efter en eller fler dagar.